# 扶风之战
扶风之战是发生于李唐政权（尚未称帝）和薛举西秦政权之间的第一次大规模战争，在这一次战争中李世民率军重创了西秦势力的主力军队，但是也暴露了自身的缺点。这场战争暂时抑制了西秦势力向关内扩张的脚步，为李渊解决东线战场提供了更多时间，并为唐朝建国后发起浅水原之战吞并西秦打下了基础。

## 战前背景
唐高祖李渊于大业十三年六月十四日（公元617年7月22日）起兵反隋，十一月攻克长安并控制了关中大部分地区，但是还没有称帝。紧邻于李唐的薛举也试图扩展疆域，迅速占领了陇西诸郡，并于大业十三年七月在金城称帝。而后还向东占领了天水、陇西、金城、枹罕、西平、浇河等郡，最终与李唐边疆所接壤。扶风郡内部纷争不断，被西秦趁机进行攻略，由于地理上距离京畿不远，对周边的政权十分重要。至义宁元年秋，李唐、西秦、突厥三方在中国西北地区互相接壤，朔方则被梁师都所占、武威被李轨所占。因此在巩固长安后李渊派出刘弘基和殷开山谋略扶风，薛举也在同时占领了天水，试图争夺扶风郡，展示出染指长安的意图。

## 战争过程

### 开战
薛举先在扶风郡西部打击并吞并了在汧源县的唐弼所部后，率领十万大军东进。他号称有兵三十万，想要彻底占据扶风郡后再围攻京城。李渊为此派出了两路军队，以李世民所部为主力阻击西秦军，同时又让窦轨前往陇右安抚并便宜行事。

### 决战
在扶风，李世民所率大军和西秦军不期而遇，在两军遭遇的第一时间，唐军便发起了进攻并成功突破西秦军阵，斩首近万。不敌之下西秦军不得不向后撤退，唐军则一直追击到陇坻（天水郡与扶风郡交接处）。而同时刘世让独自率军在扶风也进行了一番战争，获得数千士卒。

## 影响
薛举在败退后害怕李世民挥师直下，发出“古来天子有降事否”的感叹，但因为郝瑗的劝诫而准备休养生息并重用郝瑗，在后来的淺水原之戰中证明了郝瑗谏言的有效性。另一方面李世民并没有继续进军，由于西秦军队多为骑兵，步兵为主的唐军无法有效追击，更重要的是在东线的李密严重威胁到了李唐的发展，李世民不得不在李渊的命令下回军应付。不过在回军之前，唐军用西秦军尸体在天水郡边构筑了一座京观，震慑西秦，被形容为“汧渭为之不流”。此举用意在于在精神层面震慑薛举，警告本已败兵的他不轻易东进，最后双方同时休战。西秦一方在后来数月内试图休养生息，恢复军队规模；而李渊这时候则开始着手洛阳的李密等人，直到义宁二年（618年）展开浅水原之战，彻底消灭西秦政权。

### 书目
- 刘昫：《旧唐书》
- 欧阳修：《新唐书》
- 李昉：《太平御览》
- 司马光：《资治通鉴》
- 王钦若：《册府元龟》
- 顾祖禹：《读史方舆纪要》
- 温大雅：《大唐创业起居注》

### 脚注
1. ↑  《旧唐书》本纪第一·高祖：“六月甲申命太宗将兵徇西河下之癸巳建大将军府并置三军分为左右以世子建成为陇西公左领大都督左统军隶焉太宗为敦煌公右领大都督右统军隶焉裴寂为大将军府长史刘文静为司马石艾县长殷开山为掾刘政会为属长孙顺德刘弘基窦琮等分为左右统军开仓库以赈穷乏远近响应”
2. ↑  《新唐书》本纪第一·高祖：“六月己卯传檄诸郡称义兵开大将军府置三军”
3. ↑  《资治通鉴》卷一八四：“渊开仓以赈贫民应募者日益多渊命为三军分左右通谓之义士裴寂等上渊号为大将军癸巳建大将军府”
4. ↑  《册府元龟》卷二十六·帝王部·感应：“唐高祖初为唐公大业十三年起义师于太原”
5. ↑  《太平御览》皇王部三十三·唐高祖神尧皇帝：“癸巳建大将军府并置三军分为左右开仓库以赈穷乏远近响应秋七月高祖率兵西图关中以元吉为镇北将军太原留守癸丑发自太原有兵三万”
6. ↑  《旧唐书》列传第五·薛举：“十三年秋七月举僭号于兰州”
7. ↑  《旧唐书》志第二十：“秦州中都督府隋天水郡武德二年平薛举改置秦州[...]秦州领上邽成纪秦岭清水四县”
8. ↑  《新唐书》志第三十：“秦州天水郡中都督府本治上邽...县六有府六曰成纪修德清德清水三度长川...武德二年更名”
9. ↑  《元和郡县图志》卷三十九：“大业三年罢州为天水郡隋末陷于盗贼武德二年讨平薛举改置秦州仍立总管府”
10. ↑  《读史方舆纪要》卷二：“天水郡本陇西地元鼎三年分置天水郡领平襄等县十六今巩昌府以东秦州之境是其地”
11. ↑  《旧唐书》列传第五·薛举：“及仁杲克秦州举自兰州迁都之”
12. ↑  《读史方舆纪要》卷五十九：“襄武城府东南五里...隋亦为渭州治大业初为陇西郡治唐因之”
13. ↑  《读史方舆纪要》卷五十九：“渭源县府东百二十里东至巩昌府九十里...隋属渭州唐因之”
14. ↑  《读史方舆纪要》卷五十九：“漳县府南七十里...隋复为障县属渭州唐因之”
15. ↑  《元和郡县图志》卷三十九：“隋大业三年罢州复置陇西郡隋乱陷贼武德元年西土底平复置渭州...管县四襄武渭源陇西障”
16. ↑  《读史方舆纪要》卷五十九：“隋初郡废炀帝又废州复置陇西郡唐仍曰渭州”
17. ↑  《读史方舆纪要》卷五：“后魏曰渭州唐因之亦曰陇西郡领襄武等县四”
18. ↑  《旧唐书》列传第五·薛举：“举势益张军号三十万将图京师”
19. ↑  《新唐书》列传第十一·薛举：“军益张号二十万将窥京师会高祖入关遂留攻扶风”
20. ↑  《册府元龟》卷十九：“会薛举以劲兵十馀万至渭滨扶风危急”
21. ↑  《资治通鉴》卷一八五：“世民击薛仁果于扶风大破之”
22. ↑  《旧唐书》本纪第二·太宗上：“追斩万余级略地至于陇坻”
23. ↑  《旧唐书》列传第五·薛举：“举又惧太宗逾陇追之乃问其众曰古来天子有降事否”
24. ↑  汉典 （页面存档备份，存于）
《册府元龟》卷二三八：“积尸封土其上谓之京观”
25. ↑  《大唐创业起居注》卷三：“薛举崇奸同恶相济僭拟舆服滔天泯夏西土游魂泰山肆毒赫斯授律咸俘丑类岐陇齐筑京观汧渭为之不流此又王之功也”